# Pizzone
Pizzone é uma comuna italiana da região do Molise, província de Isérnia, com cerca de 328 habitantes. Estende-se por uma área de 33 km², tendo uma densidade populacional de 10 hab/km². Faz fronteira com Alfedena (AQ), Castel San Vincenzo, Montenero Val Cocchiara, Picinisco (FR), San Biagio Saracinisco (FR).

## Demografia
| Variação demográfica do município entre 1861 e 2011                               |
|                                                                                   |
| Fonte: Istituto Nazionale di Statistica (ISTAT) - Elaboração gráfica da Wikipedia |